# NGC 1884
NGC 1884 je otvoreni skup u zviježđu Zlatnoj ribi. 

## Vanjske poveznice
- SEDS: NGC 1884